# ケータイまんがタウン
『ケータイまんがタウン』は、双葉社が配信する漫画を中心とした携帯電話専用の有料電子書籍である。2009年9月まで収録作品の異なる「レッド」「ブルー」として同時配信される2種類のウェブコミックの名称だったが、2009年10月以降は従来からの連載作品の個別配信に於ける掲載誌名となった。それぞれFOMA・ソフトバンクモバイル・au各携帯電話端末に対応する。

## 概要
第1号配信開始は2006年12月1日。配信は毎月1日、価格は第34号までの雑誌形態が各100円相当、各作品の個別配信は各40円相当。ただし、双葉社直販ではなく電子書籍販売サイトを通じた配信なので、配信日や価格は各サイトにより若干変動する場合がある。また、基本的にダウンロード販売のため、購入時に商品代金と別途通信料金が必要（パケット定額制などの利用時を除く）。
2006年8月に休刊した同社の雑誌『まんがタウンオリジナル』の一部掲載作品を中心とする描きおろし4コマ漫画を各4作品・毎号1話ずつ収録、あたかも月刊漫画雑誌のように一度に複数の漫画を楽しめるのが特徴。また、ダウンロード販売の利点を活かし、販売元サーバに収録されている限りバックナンバーをいつでも購入できる。
他誌から移籍した作品を中心として創刊したため、第1号時点で物語が進行途中の作品が多かったが、第6・7号にて配信された『クラフトギア』前・後編がケータイまんがタウン初のオリジナル作品となった。また、オリジナル連載漫画として第9号より『カルボナードクラウン』を配信開始した。こうした背景もあって本誌のみでは物語を全て網羅できない作品もあるが、『ぷっちぷちひまわり』を除き紙媒体の雑誌・単行本に収録された話数を含めて各作品一話毎の単独販売も行われており、第1話から携帯電話上で読むこともできる。さらに、ケータイまんがタウン配信分を収録した初の（紙媒体の）単行本となった『ぴるぴる!』第2巻（2007年8月11日発売）を皮切りに、連載作品の単行本化も行われる。
2009年9月1日配信の第34号をもって連載作品をまとめた雑誌形態を終了、以後は誌名のみ残す形で従来の連載作品別の個別配信として展開される。ダウンロード配信は、以降も第34号までの雑誌形態でも継続する。
『双葉社Webマガジン』への統合を経て、2013年4月より『WEBコミックアクション』に統合された。

## 収録作品

### 第35号[6]以降
※現在、配信に際し「ケータイまんがタウン」名義で配信されている作品群。
- ラブフェロモンNO.5（岩崎つばさ）
- からぶきしてね（おおた綾乃）
- カルボナードクラウン（東雲水生）
- あつらえ王子 きせかえ姫（胡桃ちの）
- それゆけ!全滅学園（刻田門大）

### 第34号まで
※2009年9月1日以前、「ケータイまんがタウンレッド」「ケータイまんがタウンブルー」に収録された作品群。

#### レッド・ブルー共通
- クレヨンしんちゃん外伝 プッチプチひまわり（臼井儀人）

『クレヨンしんちゃん』単行本より、野原ひまわりを中心として再収録したスピンオフ作品。レッドに奇数話、ブルーに偶数話を収録。この作品だけは単独配信を行っていない。

#### ケータイまんがタウンレッド
- ラブフェロモンNO.5（岩崎つばさ）‐第12号より配信開始。
- からぶきしてね（おおた綾乃）‐第28号より配信開始。

#### ケータイまんがタウンブルー
- カルボナードクラウン（東雲水生）‐第9号より配信開始（本誌初のオリジナル連載）。
- あつらえ王子 きせかえ姫（胡桃ちの）‐第10号より配信開始。
- それゆけ!全滅学園（刻田門大）‐第20号より配信開始。

#### 完結・読みきりゲスト作品
※以下は「レッド」掲載のもの。
- ご神木童子くすのぼん（南ひろこ）‐第17話以降を収録、第11号にて全27話をもって完結。
- 兄弟円満（小笠原朋子）‐第6話以降を収録、第16号にて全21話をもって完結。
- ふるーつメイド（寺本薫）‐第28話以降を収録、個別配信開始後の第36号にて全61話をもって完結。
- 花やか梅ちゃん番外編（師走冬子）‐第16号ゲスト。（『ふるーつメイド』休載のため）
- 三色だんご番外編（山田まりお）‐第17・23・25号ゲスト。
- ぱわふる4拍子（白河まいな）‐第17号より配信開始、第22号にて全6話をもって完結。[7]。
- そんな2人のMyホーム番外編（樹るう）‐第24号ゲスト。
- シスコなふたりハイスクール!（後藤羽矢子）‐第26・27号ゲスト。

※以下は「ブルー」掲載のもの。
- ぴるぴる!（塚本ミエイ）‐第28話以降を収録、第5号にて全32話をもって完結。
- ごんべさんのごはん（胡桃ちの）‐第16話以降を収録、第9号にて全24話をもって完結。
- スットコ図書館（刻田門大）‐第3話以降を収録、第17号にて全21話をもって完結。
- クラフトギア（塚本ミエイ）‐第6・7号にて前・後編を収録。
- でゅあるてぃーちゃー+（プラス）（ボマーン）‐第8号ゲスト。
- そんな2人のMyホーム番外編（樹るう）‐第18・19号ゲスト。
- シスコなふたりハイスクール!（後藤羽矢子）‐第29号ゲスト。（『それゆけ!全滅学園』休載のため）

※以下は個別配信形態になってからのもの
- シスコなふたりハイスクール!（後藤羽矢子）‐第39号ゲスト。